# Lupin III
Cet article concerne la série de mangas et d'anime. Pour le personnage, voir Arsène Lupin III.
Pour les articles homonymes, voir Lupin (homonymie).
Lupin III (ルパン三世, Rupan Sansei) est une franchise de manga et d'anime créée en 1967 par Kazuhiko Katō (加藤一彦, Katō Kazuhiko) sous le pseudonyme de Monkey Punch (モンキーパンチ, Monkîpanchi) dans Weekly Manga Action.
Une traduction des mangas sous la forme d'un recueil d'histoires est parue le 17 septembre 2021 aux éditions Kana,.
Le héros est présenté comme étant le petit-fils d'Arsène Lupin, le gentleman cambrioleur créé par Maurice Leblanc. Monkey Punch n'ayant pas demandé aux ayants droit de Maurice Leblanc la permission d'utiliser le nom de Lupin, un accord a finalement été conclu stipulant que le nom de Lupin ne pouvait être utilisé qu'au Japon. C'est pour cela qu'en France le personnage s'appelle Edgar de la Cambriole (dans la série d'animation Edgar, le détective cambrioleur), Vidocq IV ou encore Rupan III (prononciation japonaise de Lupin III), alors qu'en Grande-Bretagne et parfois aux États-Unis il a été rebaptisé Wolf (« loup » en allemand et en anglais).
Le nom de Lupin s'est finalement imposé à l'international dans les années 1990 et les droits patrimoniaux de Maurice Leblanc se sont éteints en janvier 2012, ouvrant la voie à l'utilisation du nom original de la série et du héros dans le monde entier.

## Personnages
- Arsène Lupin III (Edgar de la Cambriole) : petit-fils d'Arsène Lupin que l'on suppose né d'une mère japonaise, c'est un gentleman cambrioleur malin et jovial qui organise de nombreuses combines avec ses associés. Tout comme James Bond, Lupin affectionne les gadgets farfelus et aime beaucoup les femmes.
- Daisuke Jigen (Isidore/Jigen) : un proche associé de Lupin qui est un véritable as de la gâchette.
- Fujiko Mine (Magali Mine) : la maîtresse de Lupin, une jolie jeune femme imprévisible qui aime le manipuler, tantôt avec lui, tantôt contre.
- Goemon Ishikawa XIII (Goemon Yokitori) : samouraï descendant du ninja Goemon Ishikawa, il manie le sabre comme personne.
- Koichi Zenigata (inspecteur Gaston Lacogne) : inspecteur de police descendant de Heiji Zenigata, le grand ennemi de Lupin, qui n'a comme seul objectif dans sa vie que de le capturer.

## Mangas
- Lupin the 3rd, scénario et dessin de Monkey Punch, 1967-1972, 14 volumes
- Shin Lupin III, scénario et dessin de Monkey Punch, 1977-1981, 17 volumes
- Lupin III S, scénario de Satozumi Takaguchi et dessin de Shusay, 1997, 1 volume
- Lupin III Y, scénario (?) et dessin de Manatsuki Yamakami, 1998-2004, 20 volumes
- Lupin III M, scénario et dessin de Miyama Yukio, 2004-2008, 8 volumes
- Lupin III Neo M, scénario et dessin de Miyama Yukio, depuis 2008, 6 volumes
- Lupin III H, scénario et dessin de Naoya Hayakawa, depuis 2010, 3 volumes
- Lupin III Shin Y, scénario et dessin de Manatsuki Yamakami, depuis 2010, 2 volumes
- Lupin III Millenium, bande dessinées réalisé en Italie par différents dessinateurs et scénaristes, sous la supervision de Monkey Punch, 1999-2007, 11 volumes

## Anime

### Séries

#### Edgar de la Cambriole(1971-1972)
- Titre original : Rupan Sansei (Kyuu)
- Nombre d'épisodes : 23

1. Edgar brûle-t-il ?!
2. Celui qu'on appelait « le magicien »
3. Adieu, ma sorcière bien-aimée
4. L'Évasion de la dernière chance
5. L'Entrée en scène de goemon, 13e du nom
6. Attention ! après-midi pluvieux !
7. Les loups attirent les loups
8. Rassemblement général pour l'opération « jeu de cartes »
9. L'assassin chante le blues
10. Sus au faussaire !
11. Quand le 7e pont s'écroulera
12. Rira bien qui rira le dernier
13. Attention à la machine temporelle !
14. Le Mystère de l'émeraude
15. Je boucle Edgar et cap sur l'Europe
16. Un voleur de bijou vole en plein vol !
17. Edgar pris au piège
18. Surveillez bien le concours de beauté !
19. Qui l'emportera ? / Le Combat de la 3e génération
20. Attrapez le faux Edgar !
21. Le Sauvetage de la petite peste
22. Un coup d'avance ! / Opération « computer »
23. La Grande Bataille des pièces d'or

Dans cette série, Lupin porte une veste verte. Elle est rééditée en 2019 par l'éditeur Black-Box au format combo Blu-ray et DVD dans la version remastérisée déjà diffusée au Japon depuis 2008.

#### Edgar, le détective cambrioleur(1977-1980)
- Titre original : Rupan Sansei (Shin)
- Nombre d'épisodes : 155 (dont 52 doublés en français)
- Diffusion en France : 1985

1. Une bonne mine
2. La Coupe du monde brésilienne
3. Trésor de guerre
4. Tu peux entendre Nessie chanter
5. Comment transporter les lingots ?
6. Ne laissez pas tomber la tour de Pise
7. Le Masque de Toutankhamon
8. L'Orient-Express
9. L'Estampe japonaise
10. Dérobez le dossier M123
11. Grand Prix à Monaco
12. Un cadeau pour le Président
13. Course poursuite à San Francisco
14. Le rubis sanglant
15. Mystère en dirigeable
16. Deux Edgar !
17. Des ambitions ensevelies dans le désert rouge
18. Panthère noire
19. L'Affaire des coffres-forts
20. Edgar est coincé
21. L'Ange de Goemon
22. Sur la trace du mystérieux palace
23. Une sorcière de la quatrième dimension
24. Voici le grand chef Mimikozo
25. Le Lézard au souffle mortel
26. La Rose et le Pistolet
27. Où est le timbre, Cendrillon ?
28. Femme policier « Melon »
29. Un vent chaud souffle sur le Maroc
30. L’Affaire du « Blitzkrieg »
31. Qui a tiré pendant le soleil de minuit ?
32. Edgar meurt deux fois
33. Qui porte la couronne ?
34. Edgar, le vampire
35. À la poursuite du gang des Gorilles
36. Le Mystère du château Tsukikage
37. Le Trésor de Gengis Khan
38. Le Doux Piège d'Interpol
39. Les Diamants évaporés dans le ciel de minuit
40. Opération détournement de missiles
41. À la recherche du trésor de princesse Kaguya
42. Edgar devient une mariée
43. Où sont les os de l'homme de Pékin ?
44. La voiture blindée a disparu
45. L'Odeur de la mort
46. Edgar à vendre
47. Détective de sa majesté
48. Alerte à la banque
49. Une femme venimeuse
50. Edgar, mon amour perdu, première partie
51. Edgar, mon amour perdu, deuxième partie
52. La Jeunesse éternelle

Dans cette série, Lupin porte une veste rouge. Les épisodes doublés en français ont été édités en 3 coffrets de DVD chez IDP.

#### Lupin III Part III(1984-1985)
- Titre original : Rupan Sansei: Part III
- Nombre d'épisodes : 50
- Inédite en France

Dans cette série, Lupin porte une veste rose.

#### Lupin III: Une femme nommée Fujiko Mine(2012)
- Titre original : Rupan Sansei: Mine Fujiko to iu onna
- Nombre d'épisodes : 13[5]

Dans cette série, Lupin porte une veste verte. Les histoires se déroulent chronologiquement avant la première série. Cette série raconte les premières aventures de Fujiko Mine avec chaque membre de la bande de Lupin ainsi qu'avec l'inspecteur Zenigata. Une petite partie du passé de Fujiko Mine est révélée. Cette série est beaucoup plus sombre et violente que les autres séries sur Lupin III.
La série est éditée en DVD depuis 2015 par les éditions Black Box.

#### Lupin III Part IV: L'Aventure Italienne(2015)
- Titre original : Lupin III: L'avventura italiana
- Nombre d'épisodes : 24

Dans cette série, Lupin porte une veste bleue. Elle se déroule à Saint-Marin et en Italie. Elle est diffusée à partir du 30 août 2015 en Italie, du 2 octobre 2015 au Japon, et du 3 décembre 2015 dans les pays francophones.

#### Lupin III: Part V(2018)
- Titre original : Rupan Sansei: Part 5
- Nombre d'épisodes : 24

Dans cette série, Lupin porte une veste bleue. La sixième série est annoncée en juillet 2017. Celle-ci se déroule en France, pays dont est originaire Arsène Lupin, le grand-père du héros de la série. La diffusion a lieu à partir d'avril 2018 jusqu'au 18 septembre 2018. En France, elle est diffusée pour la première fois à partir du 20 novembre 2020 sur la chaîne Mangas.
Note : Contrairement aux premiers volets, le titre de la partie perd son chiffre romain au profit d'un chiffre arabe classique.

#### Lupin III: Part 6(2021)
- Titre original : Rupan Sansei: Part 6
- Nombre d'épisodes : 24 + épisode 0

À l'occasion des cinquante ans de la franchise, une nouvelle série est annoncée le 26 mai 2021. Au Japon, la série est diffusée sur NTV. En France, la série est diffusée en simulcast et exclusivité sur la chaîne Mangas à partir du mercredi 13 octobre 2021.

#### Lupin VIII
Une série coproduite par la France et le Japon intitulée Arsène et Cie a été envisagée au début des années 1980 sous l'égide de Jean Chalopin. Se déroulant dans le futur, elle devait raconter les aventures des descendants de Lupin III et des autres personnages de la série originale. Mais les ayants droit de Maurice Leblanc s'opposèrent au projet et seul l'épisode pilote ainsi que cinq autres épisodes (inachevés) ont été réalisés (aucun doublage n'a été effectué). Le pilote et les cinq épisodes inachevés ont été restaurés et sont disponibles dans une édition DVD et Blu-ray sorties en mars 2012 au Japon (Rupan Sansei - Master File).[réf. nécessaire]

### Téléfilms
- 1989 : Goodbye Lady Liberty (Bai Bai Ribatii - Kiki Ippatsu!)
- 1990 : Hemingway Papers (Heminguuei Peepaa no Nazo)
- 1991 : Le Dictionnaire de Napoléon (Naporeon no Jisho wo Ubae)
- 1992 : From Russia with Love (Roshia yori Ai wo Komete)
- 1993 : Destination Danger (Rupan Ansatsu Shirei)
- 1994 : Le Dragon maudit (Moeyo Zantetsu Ken)
- 1995 : Le Trésor d'Harimao (Harimao no Zaiho wo oe!)
- 1996 : Le Secret du Twilight Gemini (Towairaito Jemini no Himitsu)
- 1997 : In Memory of the Walther P38 (Warusa P38)
- 1998 : Tokyo Crisis (Honou no Kioku - Tokyo Crisis)
- 1999 : Fujiko's Unlucky Days (Ai no Da Kaapo)
- 2000 : 1$ Money Wars ($1 manee uoozu / One Dollar Money Wars)
- 2001 : Alcatraz Connection (Arukatorazu Konekushon)
- 2002 : First Contact - Episode 0
- 2003 : Opération : Diamant (Takara Henkyaku Daisakusen)
- 2004 : Stolen Lupin: Copycat Is the Midsummer Butterfly (Nusumareta Lupin)
- 2005 : Angel Tactics: A Piece of Dream with a Scent of Murder (Tenshi no Tactics ~ Yumeno Kakera wa Koroshi no Kaori)
- 2006 : Seven Days Rhapsody
- 2007 : Kiri no Elusive
- 2008 : Sweet Lost Night: Maho no Lamp wa Akumu no Yokan
- 2009 : Lupin III vs Détective Conan (crossover)
- 2010 : The Last Job
- 2011 : Chi no kokuin: Eien no Mermaid
- 2012 : Toho Kenbunroku: Another Page
- 2013 : Kakusareta Kūchū Toshi: Princess of the Breeze
- 2016 : Italian Game
- 2019 : Goodbye Partner
- 2019 : Prison of the Past

### Films d'animation
- 1978 : Edgar de la Cambriole : Le Secret de Mamo (Rupan Sansei - Mamô no Ichien - Rupan vs Kuron)
- 1979 : Le Château de Cagliostro (Rupan Sansei - Kariosutoro No Shiro) de Hayao Miyazaki
- 1985 : Edgar de la Cambriole : L'Or de Babylone (Rupan Sansei - Babiron No Oogon Densetsu)
- 1987 : Edgar de la Cambriole : Le Complot du clan Fuma (Rupan Sansei - Fuma Ichizoku No Inbo)
- 1995 : Adieu, Nostradamus ! (Rupan Sansei - Kutabare! Nosutoradamusu)
- 1996 : Mort ou vif (Rupan Sansei - Dead or Alive) de Monkey Punch
- 2013 : Lupin III vs Détective Conan, le film (crossover)
- 2014 : Lupin III : Le Tombeau de Daisuke Jigen (Rupan Sansei - Jigen Daisuke no Bohyo)
- 2017 : Lupin III : La Brume de Sang de Goemon Ishikawa (Rupan Sansei - Chikemuri no Ishikawa Goemon)
- 2019 : Lupin III: Mine Fujiko no Uso (Rupan Sansei - Mine Fujiko no Uso)
- 2019 : Lupin III: The First (Rupan Sansei: THE FIRST)
- 2023 : Lupin III vs. Cat's Eye (crossover)[16] (Rupan Sansei VS Kyattsu ai)
- 2025 : Lupin the IIIrd the Movie: The Immortal Bloodline

### Films en prises de vues réelles
- 1974 : Strange Psychokinetic Strategy (Rupan Sansei - Nenriki Chin Sakusen)
- 2014 : Lupin III de Ryūhei Kitamura
- 2023 : Jigen Daisuke de Hajime Hashimoto[17]

### OAV
- 1989 : Secret Files (Rupan Sansei - Shiikuretto Fairu) - Cet OAV est en réalité une compilation de deux travaux inédits et de trois bandes-annonces[18].
- 2002 : Le Retour du Magicien (Rupan Sansei - Ikiteita Majutsushi / Return of Pycal)
- 2008 : Green vs Red (Rupan Sansei: Green Vs. Red)
- 2012 : Portrait de famille (Rupan Sansei - Rupan Ikka Seizoroi)

### Voix originales
- Yasuo Yamada : Lupin III
- Kanichi Kurita : Lupin III (depuis 1995)
- Kiyoshi Kobayashi : Daisuke Jigen
- Akio Ohtsuka : Daisuke Jigen (depuis 2021)
- Eiko Masuyama : Fujiko Mine
- Miyuki Sawashiro : Fujiko Mine (depuis 2011)
- Makio Inoue : Goémon Ishikawa XIII
- Daisuke Namikawa : Goémon Ishikawa XIII (depuis 2011)
- Gorō Naya : inspecteur Koichi Zenigata
- Koichi Yamadera : inspecteur Koichi Zenigata (depuis 2011)

### Voix françaises
Studios Midisync, D.R. Films (1981)
- Marcel Guido : Lupin
- Bernard Jourdain : Don Don (Daisuke Jigen)
- Michel Papineschi : Samouraï (Goémon Ishikawa)
- Lily Baron : Margot (Fujiko Mine)
- Richard Leblond : l'inspecteur Ed Scott (Koichi Zenigata)
- Denis Boileau : Mamo
- Vincent Violette : Gordon

Note : Concerne juste le premier doublage du film  Edgar de la Cambriole : Le Secret de Mamo.
S.O.F.I (1983)
- Philippe Ogouz : Vidocq (Lupin)
- Gérard Hernandez : Laficelle (Daisuke Jigen)
- Céline Monsarrat : Clarisse de Cagliostro
- Roger Carel : le Comte de Cagliostro
- Béatrice Delfe : Barbara (Fujiko Mine)
- Jacques Ferrière : l'inspecteur Lapoulaille (Zenigata)
- Philippe Dumat : Jodor
- Georges Aubert : le jardinier
- Pierre Garin : le capitaine
- Claude Dasset : le faussaire
- Louis Arbessier : le prêtre

Note : Concerne juste le premier doublage du film Le Château de Cagliostro.
Série 2 (1985)
- Philippe Ogouz : Edgar de la Cambriole (Lupin)
- Francis Lax : Jigen (parfois appelé Auguste ou Isidore mais aussi « l'autre » ou « le barbu »)
- Catherine Lafond : Magali (Fujiko Mine)
- Nadine Delanoë : Magali (Fujiko Mine) (voix de remplacement)
- Jacques Ferrière : l'inspecteur Gaston Lacogne (Zenigata) et Yokitori (parfois appelé Goémon, Yukitri, etc.)
- Serge Lhorca : Lacogne et Goémon (voix de remplacement)

Manga Vidéo (1996)
- Yann Le Madic : Wolf (Lupin)
- Christian Visine : Daisuke Jigen
- Léa Gabrille : Clarisse de Cagliostro
- Michel Tureau : Goémon Ishikawa et le Comte
- Hervé Caradec : l'inspecteur Zenigata et Jodor
- Henri Lambert : le jardinier

Note : Concerne juste le deuxième doublage du film Le Chateau de Cagliostro.
Manga Vidéo (2002)
- Tony Joudrier : Lupin
- Michel Blin : Jigen
- Hélène Bizot : Fujiko Mine
- Jacques Albaret : l'inspecteur Zenigata
- Patrick Béthune : Goémon Ishikawa

Note : Concerne juste le doublage du téléfilm Goodbye Lady Liberty.
IDP (2005)
- Philippe Ogouz : Edgar de la Cambriole (Lupin)
- Philippe Peythieu : Daisuke Jigen et le commissaire d'Interpol
- Catherine Lafond : Magali (Fujiko Mine)
- Jean Barney : Goémon Ishikawa
- Patrick Messe : l'inspecteur Gaston Lacogne (Zenigata)

Note : Concerne les doublages de la série 1 et de certains films, dont Edgar de la Cambriole : Le Secret de Mamo et Le Château de Cagliostro.
Dybex (2006)
- Bruno Magne : Lupin
- Hervé Caradec : Daisuke Jigen
- Nathalie Homs : Fujiko Mine
- Constantin Pappas : Goémon Ishikawa et l'inspecteur Zenigata

Note : Concerne les doublages de certains films et téléfilms en France.
Black Box (2016)
- Fabien Albanèse : Lupin
- Laurent Pasquier : Daisuke Jigen et l'inspecteur Zenigata
- Sarah Cornibert : Fujiko Mine
- Marc Wilhelm : Goémon Ishikawa

Note : Concerne les doublages de la série Une Femme Nommée Fujiko Mine et les films Le Tombeau de Daisuke Jigen et La Brume de sang de Goemon Ishikawa.
Eurozoom / Mangas (2020)
- Maxime Donnay : Lupin
- Michel Hinderyckx : Daisuke Jigen
- Audrey Devos : Fujiko Mine
- Jean-François Rossion : Goémon Ishikawa
- Robert Dubois : l'inspecteur Zenigata

Note : Concerne les doublages de la cinquième série, de l'OAV Lupin a-t-il toujours le feu sacré ? et du film Lupin III: The First.
Lupin vs. Cat's Eye (2023)
- Maxime Donnay : Lupin
- Adrien Antoine : Daisuke Jigen
- Alexis Tomassian : Goemon Ishikawa
- Valérie Muzzi :  Fujiko Mine
- Vincent Ropion : l'inspecteur Koichi Zenigata
- Edwige Lemoine : Tamara (Hitomi)
- Laura Préjean : Sylia (Rui)
- Lisa Caruso : Alexia (Aï)
- Donald Reignoux : Quentin (Toshio)
- Xavier Fagnon : Nagaishi
- Gabriel Le Doze : Heinrich Berger
- Lionel Tua : Dennis Kirchmann
- Bernard Métraux : Michael Heinz

## Autres adaptations

### Jeux vidéo
- 1980 : Lupin III par Taito - Arcade
- 1983 : Cliff Hanger par Stern Electronics - Arcade
- 1987 : Lupin Sansei - Pandora no Isan par TOSE, Namco - NES, Famicom Disk System
- 1990 : SD Lupin III Kinko Yaburi Daisakusen par Banpresto - Game Boy
- 1997 : Lupin the 3rd - Chronicles par Spike - Saturn
- 1997 : Rupan Sansei - Cagliostro no shiro -Saikai par Asmik - PlayStation
- 2001 : Lupin the Third - The Shooting par Sega - Arcade (Naomi GD-ROM System)
- 2002 : Lupin the Third - The Typing par Sega - Arcade (Naomi GD-ROM System
- 2002 : Lupin the 3rd: Treasure of the Sorcerer King par Banpresto - PlayStation 2
- 2004 : Lupin III: Columbus no Isan wa Akenisomaru par Banpresto - PlayStation 2
- 2003 : Lupin III: Umi ni Kieta Hihou par Asmik Ace Entertainment - GameCube
- 2010 : Lupin the 3rd par Namco - Nintendo DS
- 2010 : Kyabajoppi par Level-5 - Nintendo 3DS [réf. nécessaire]

### Divers
- WhiteLight Entertainment Production a acheté en 2003 les droits d'adaptation théâtrale de Lupin III .

## Commentaires
- Le générique français de la série 2 a été composé par Jean-Daniel Mercier et interprété par Liliane Davis. L'instrumental du second générique italien de la série a été utilisé comme générique français de la série Olive et Tom (1983-1986).
- La voiture qu'utilise communément Lupin (Edgar) est une Mercedes-Benz SSK avec un moteur Ferrari V, 12 cylindres.
- Dans l'épisode 19 de la Partie II (1977-1980) "L'Affaire des coffres-forts" on voit Lupin (Edgar en vf) et Fujiko (Magali en vf) jouer à Pong sur la première console de jeu vidéo, la Magnavox Odyssey.
- Les traits de Lupin III (Edgar en vf) sont fortement inspirés de ceux de l'acteur français Jean-Paul Belmondo, très en vogue à l'époque[19].